# Azilia
Azilia is een geslacht van spinnen uit de  familie van de Tetragnathidae (Strekspinnen).

## Soorten
- Azilia affinis O. P.-Cambridge, 1893
- Azilia boudeti Simon, 1895
- Azilia eximia (Mello-Leitão, 1940)
- Azilia formosa Keyserling, 1881
- Azilia guatemalensis O. P.-Cambridge, 1889
- Azilia histrio Simon, 1895
- Azilia marmorata Mello-Leitão, 1948
- Azilia montana Bryant, 1940
- Azilia rojasi Simon, 1895
- Azilia vachoni (Caporiacco, 1954)